# Eugenio Ferdinando Palmieri
(Eugenio Ferdinando Palmieri, testamento del 24 novembre 1966)
Eugenio Ferdinando Palmieri (Vicenza, 14 luglio 1903 – Bologna, 26 novembre 1968) è stato un giornalista, poeta, drammaturgo, critico teatrale e critico cinematografico italiano.

## Biografia
Eugenio Ferdinando Palmieri nasce a Vicenza nel 1903 da Federico Palmieri, colonnello di riserva, e Olimpia Bagliani, entrambi di origini asburgiche. Fin da bambino dimostra uno smodato interesse per il teatro, in particolare quello dei burattini, e per la letteratura in dialetto: non solo si dilettava a organizzare spettacoli di burattini nel cortile di casa, con l'aiuto della sorella Edvige, ma a undici anni già sapeva leggere il dialetto veneziano, milanese e bolognese. L'amore per le Maschere e la Commedia dell'Arte gli si rivela, invece, grazie agli spettacoli della compagnia di Emilio Picello. A quindici anni abbandona la scuola e prosegue in autonomia, secondo il suo gusto, la sua formazione culturale.

### Rovigo e la giovinezza
Nel 1918 si trasferisce con la famiglia a Rovigo, dove comincia precocemente ad avvicinarsi alla letteratura: insieme all'amico Luigi Romano Molinari, scrive la sua prima commedia, La nebbia, oggi ancora inedita, e si arruola tra le file dei giornalisti de Il Corriere del Polesine, fondato da Pietro Bellinetti. Passa le sue serate tra le poltrone del Teatro Sociale e i tavolini dello storico Caffè Lodi, aperto tutta la notte e frequentato da quella che è stata definita una sorta di scapigliatura rodigina. Questi giovani intellettuali – tra cui si contano, oltre a Palmieri e Bellinetti, Guido Consigli, Aldo Luzzati, Adolfo Giuriato, Enzo Duse, Gigi Fossati e Gino Piva – sono accomunati dallo stesso fervore giovanile, dalla propensione alla polemica e da un odio viscerale nei confronti della borghesia. Queste tendenze verranno incanalate da un ancora giovanissimo Palmieri e dei suoi compari nella progettazione de L'Abbazia degli Illusi, una rivista di piglio decadente che avrà un solo anno di vita, tra il 1927 e il 1928. La rivista, alla quale Palmieri contribuisce in un primo momento in veste di caporedattore, contribuisce alla querelle aperta tra Mino Maccari e Leo Longanesi, sostenitori della supremazia etica e antropologica dello "strapaese", e Massimo Bontempelli, paladino della "stracittà". L'Abbazia degli Illusi esalta le virtù della vita rurale, delle campagne abitate da donne tanto mansuete quanto operose e da uomini non ancora corrotti dai vizi della modernità; il proposito è quello di salvaguardare l'idillio della provincia ancora vergine, e nel farlo combattere l'arte e la cultura ufficiale, oltre che la schiera dei gretti borghesi che le sostengono. Questa vena polemica ben si accorda con il montante entusiasmo per il fascismo, che i partecipanti, Bellinetti in primis, sosterranno sulle pagine della rivista con toni accesi. Anche Palmieri aderisce all'ideologia in un primo momento, e in seguito non nasconderà il suo passato, facendo della trasparenza motivo di vanto, soprattutto nelle polemiche che intraprenderà negli anni a venire con altri intellettuali come Silvio D'Amico, accusati da Palmieri di «voltagabbanismo politico».
A teatro Palmieri rimane folgorato da Albertina Bianchini, primo capocomico donna del Teatro Veneto, e per lei compone quelle che viene definita la trilogia rodigina: Strampalata in rosablu, La dama inamorada e Tic Tac. Le commedie di Palmieri si configurano subito come qualcosa di innovativo nel panorama del Teatro Veneto: in primo luogo, poiché Palmieri fa virare il dialetto dei suoi personaggi dalle latitudini lagunari alle inflessioni della terraferma, ancorandolo a un «fondo polesano»; in secondo luogo, perché l'ingegno di Palmieri spazia al di là dei tropi della Commedia dell'arte per inglobare punte parafururiste e riferimenti all'attualità.
Nel 1930 Palmieri pubblica a Rovigo la sua prima raccolta di poesie, Rovigo de note, in un'edizione privata non commercializzata, alla quale seguiranno nei quattro anni a venire altre tre raccolte ufficiali: Arlecchino finto principe (1931) – che gli frutterà la seconda edizione del Premio Viareggio –, Remengo (1932) e Lazzarone (1934). Dopodiché, la vena poetica di Palmieri si secca quasi definitivamente. Tra le ragioni di questo silenzio, che interesserà verso la fine degli anni Trenta anche la stagione di drammaturgo di Palmieri, Gian Antonio Cibotto ipotizza possa esserci l'allontanamento sofferto dalla città d'elezione, Rovigo, e dalla combriccola degli amici poeti e intellettuali. Nelle lettere e nelle poesie di Palmieri Rovigo conserverà sempre l'aspetto di un luogo dell'anima indimenticato e indimenticabile, nonostante le ristrettezze e i grigiori della vita di provincia, simbolo di una giovinezza ormai perduta raccontata con toni agiografici, tra malinconia e asprezza.

### Bologna eIl Resto del Carlino
Nel 1928 Palmieri lascia Rovigo per trasferirsi a Bologna, dove inizia a lavorare come redattore del Resto del Carlino. Già nel 1930, su suggerimento di Gherardo Gherardi, diventa il responsabile della critica teatrale, alla quale nel 1937 affianca l'attività di critico cinematografico. Per il quotidiano segue da corrispondente il Maggio Fiorentino e la Biennale Teatro a Venezia, oltre che la prima edizione della Mostra del Cinema di Venezia nel 1932, alla quale viene inviato in virtù della sua buona conoscenza del tedesco. 
Nel 1929 inizia una lunga corrispondenza con il critico polesano Giuseppe Marchiori, che conosce a Bologna. L'amicizia, interrotta a causa della guerra, riprenderà nel 1950 in forma epistolare.
Nel 1930 conosce Lea Maranesi, che diventerà sua moglie e lavorerà come sua segretaria per tutto il corso della loro vita insieme.

Alla fine degli anni Trenta Palmieri inizia a collaborare con Film, la Nuova Antologia, l'Illustrazione Italiana e Scenario, redigendo recensioni cinematografiche, profili di attori e articoli di critica di costume, poi in parte raccolti in un volume intitolato La frusta cinematografica. Nel 1940 pubblica Vecchio cinema italiano, un saggio di storia sui primi anni del cinema muto italiano; la pubblicazione è frutto di un immane scavo filologico, essendo già a quei tempi molto scarso il materiale di partenza e la maggior parte dei film distrutti o smarriti. Così ne parla Palmieri in una lettera a Giuseppe Marchiori del 1940:
Il libro è necessariamente frammentario. (Io stesso dico che esso procede a fotogrammi bizzarri). Ho evitato, di proposito, la sintesi, procedendo con tecnica, diremo così, cinematografica: lasciando parlare il «documento», quando ritenevo – e l’ho ritenuto spesso – che il documento fosse, per se stesso, un commento. [...] Aggiungi anche questo: i limiti che il cinema muto mi poneva. Vecchi film da poter rivedere, nessuno. Ricordi, qualche ricostruzione su fotografie. [...] questi film li ho dissepolti io, per la prima volta, e può darsi servano, domani, a qualcuno. Il cinema ha quarantacinque anni. Pensa ai posteri: che bazza sarà per essi una notizia, un titolo, un nome di interprete...

### Milano e la delusione delCorriere della Sera
Nel 1944 Palmieri si trasferisce a Milano. 
Nel 1960 ha vinto il Premiolino «per la sua rubrica a firma "Belverde" che tratta argomenti di attualità con garbati intenti moralistici e singolare linguaggio».
Durante la sua carriera si caratterizzò per l'acutezza dell'ingegno, per la brillantezza della preparazione, assieme al profondo interesse per i problemi della cultura e della vita teatrale, con uno spirito di indipendenza e un'inclinazione per la Commedia dell'arte, per l'opera goldoniana e per la letteratura dialettale.
"Scoprì" autori dell'importanza di Eduardo De Filippo e di Raffaele Viviani, e a lui si deve la riproposta di Carlo Bertolazzi, la prima storia del teatro veneto moderno (1948), un polemico saggio intitolato Teatro italiano del nostro tempo (1939), un volume critico-antologico sul Teatro di Carlo Goldoni (1948).

### Il lascito
Palmieri, nel corso della sua vita, ha costruito un archivio prodigioso di testimonianze legate non solo alla sua vita, ma anche a quella del teatro, del cinema e della letteratura del primo Novecento italiano. Alla sua morte, questa vasta collezione di materiali è passata in eredità alla moglie, Lea Maranesi, che ne ha avuto cura nella sua casa di Bologna. Dopo la morte della vedova, i nipoti hanno deciso di donare la maggior parte dei libri di Palmieri (circa 8000 volumi) alla biblioteca universitaria di Palazzo Maldura a Padova, a beneficio dell'utenza universitaria. Il resto delle carte è passato prima nelle mani di Sergio Romiti e poi in quelle di Nando Maria Bottacini, nipoti di Palmieri.
Il lascito comprende 58 scatole di materiali, tra cui più di mille articoli di giornale, oltre 6000 recensioni, centinaia di locandine, caricature e fotografie d'epoca, oltre duemila tra giornali e riviste stampate tra l'Ottocento e la seconda metà del Novecento, copioni e libretti, e oltre duemila lettere e cartoline. La corrispondenza, catalogata da Valentina Bortolussi presso l'Archivio di Stato di Bolzano, contiene documenti di indubbio valore storico, tra cui missive firmate da Leonardo Sciascia, Aldo Palazzeschi, Pier Paolo Pasolini, Biagio Marin, Silvio D'Amico, Luigi Pirandello, Carlo Lodovici, Federico Fellini, Giorgio Strehler, Enzo Biagi, Paolo Poli, Vittorio Gassman e Giulio Andreotti.
Il 24 maggio 2019 il lascito, rinominato Fondo Palmieri, viene messo all'incanto dalla casa d'aste Bozner Kunstauktionen.

## Opere

### Teatro
- Nuvole, con Luigi Romano Molinari, 1924 [inedita]
- Strampalata in rosablu, Torino, Fratelli Doria, 1924 (oggi in: Strampalata in rosablu, ovvero Arlecchino e Allegria oggi sposi, edizione critica a cura di Roberto Cuppone, Pesaro, Metauro, 2002)
- La dama inamorada, Bologna, Patria ed Arte, 1924
- Tic Tac, Bologna, Patria ed Arte, 1927
- Fiori, barufe e basi, con Taulero Zulberti, Rovigo, autoedizione, 1929
- L'ombra sul cuor, con Gastone Martini, Rovigo, autoedizione, 1929
- La corte de le pignate, in «L'Almanacco del Polesine», Lendinara, Lo Spighi, 1932
- L'osteria del Moro Bianco, Rovigo, autoedizione, 1932
- Il bugiardo, atto quarto, Rovigo, 1932
- La fumara, Rovigo, 1933
- I lazzaroni [1935], in «Sipario», XIII, 152, 1958
- Le pecore, Bologna, Edizioni Aldine, 1935
- Quando al paese mezogiorno sona, in Teatro Veneto, a cura di Gian Antonio Cibotto, Parma, Guanda, 1960
- Scandalo sotto la luna [1939], Milano, s.l., 1940
- Commedie in veneto, Padova, Rebellato, 1969

### Poesia
- Rovigo de note, Rovigo, edizione privata, 1930
- Arlecchino finto principe, Venezia, Zanetti, 1931
- Remengo, Venezia, Zanetti, 1932
- Lazzarone, Bologna, Edizioni Aldine, 1934
- Poesie, con una nota di Renato Simoni, Venezia, Neri Pozza, 1950
- Poesie, terza edizione accresciuta, Roma, Dell'Arco, 1966
- Tutte le poesie, a cura di Gian Antonio Cibotto e Anna Maria Battizocco, Venezia, Marsilio, 1989
- Poesie, a cura di Matteo Vercesi, con una premessa di Marco Munaro, nota biografica di Roberto Cuppone e bibliografia di Marta Gulinelli, Rovigo, Il Ponte del Sale, 2020

### Saggi
- Almanacco del Polesine, con Giuseppe Marchiori, Lendinara, Lo Spighi, 1932
- Bene gli altri. Cronache drammatiche, Bologna, Edizioni Aldine, 1933

- Teatro italiano del nostro tempo, Bologna, Testa, 1939
- Vecchio cinema italiano, Venezia, Zanetti, 1940
- Il romanzo di Cinecittà, s.l, s.n., 1940
- La frusta cinematografica, Bologna, Poligrafici Il Resto del Carlino, 1941
- Il teatro veneto, Milano, Poligono, 1948
- Il teatro veneto moderno, numero monografico di «Sipario», 1958
- Teatro in dialetto, con Federico Zardi, Torino, ERI, 1960
- Cronache del teatro, con Sandro D'Amico, Bari, Laterza, 1963
- Del teatro in dialetto: saggi e cronache, a cura di Gian Antonio Cibotto, Venezia, Edizioni del Ruzante, 1976